# 鈴木茉美
鈴木 茉美（すずき まみ、1984年1月30日 - ）は、日本の脚本家、演出家。静岡県出身。

## 人物
劇団Allen suwaru座付演出・脚本家。
2017年脚本／演出を務めたTOU-JYUKAI-DENが2018年伊藤熹朔賞（舞台美術：小池れい）のファイナリストに選出され、2022年佐藤佐吉賞に2作品がノミネート、映像効果にて特別賞（舞台「秘密基地」）を受賞した。門真国際映画祭舞台映像部門にて、鈴木が自ら脚本を担当する舞台「いい人間の教科書。」東京・大阪ver、舞台「積チノカベ」の三作品が最終候補に選出される。

## 脚本・演出舞台
- COMIC☆ACTORS（2013年1月11日 - 13日）劇場：武蔵野芸能劇場小劇場
- HIDEYOSHI（2013年4月9日 - 14日・2014年3月25日 - 30日）劇場：山王FOREST 大森theater
- 大正浪漫探偵譚（2013年7月27日 - 8月1日）劇場：ワーサルシアター
- 呪解伝（2013年10月11日 - 13日）劇場：明石スタジオ
- WILD HALF-奇跡の確率-（2014年1月9日 - 11日・2015年1月15日 - 18日）劇場：六行会ホール
- ひとひら（2014年7月2日 - 6日）劇場：ウエストエンドスタジオ
- HIDEYOSHI2015（2015年3月3日 - 8日）劇場：シアターグリーン
- 大正浪漫探偵譚-東堂探偵事務所-（2015年6月9日 - 14日）劇場：中野ザポケット
- JYUKAI-DEN（2015年9月8日 - 13日）劇場：明石スタジオ
- JYUKAI-DEN-桃源-（2016年3月3日 - 8日）劇場：シブゲキ
- 大正浪漫探偵譚-君影草の設計書-（2016年7月6日 - 10日）劇場：東京芸術劇場
- ホイッスル!BREAK THROUGH-壁をつき破れ-（2016年8月31日 - 9月8日）劇場：シアター1010
- JYUKAI-DEN-KINGS-（2016年12月20日 - 25日）劇場：ウエストエンドスタジオ
- TOU-JYUKAI-DEN-（2017年1月29日 - 2月19日）劇場：スペースゼロ
- Allen suwaru Lab 第1回公演「セメル」（2017年3月26日）
- Allen suwaru Lab 第2回公演「個人じゃないの、団体なの」（2017年4月29日）劇場：阿佐ヶ谷アルシェ
- 空行（2017年5月18日 - 29日）劇場：吉祥寺シアター
- Allen suwaru Lab第3回公演「ヘイキン。」2017年6月27日〜7月2日）劇場：阿佐ヶ谷アルシェ
- Allen suwaru Lab第4回公演「コシツ。」（2017年10月3日～8日）劇場：阿佐ヶ谷アルシェ
- 大正浪漫探偵譚-六つのマリア像-（2018年4月18日-22日）劇場：シアター1010
- 空行（再演）（2018年6月6日-12日）劇場：千本桜ホール
- Allen suwaru Lab第5回公演「サグル。」（2018年8月9日〜12日）劇場：千本桜ホール
- Allen suwaru Lab第6回公演「ノルソル」（2018年11月27日〜12月2日）劇場：ひつじ座
- 東堂解の事件録-大正浪漫探偵譚-（2019年2月14日-18日）劇場：千本桜ホール
- 積チノカベ（福岡公演：2019年7月4日-7月7日　東京公演：2019年7月11日）劇場：すみだパークスタジオ倉、北九州芸術劇場小劇場
- 大正浪漫探偵譚-万華鏡への招待状-（2019年9月11日-16日）劇場：あうるすぽっと
- いい人間の教科書（2019年11月13日-17日）劇場：シアターX（カイ）
- 秘密基地（2020年9月16日-22日）劇場：花まる学習会王子小劇場
- いい人間の教科書。2020（東京公演：2020年11月11日-16日　大阪公演：2020年11月20日-22日）劇場：すみだパークシアター倉、HEP HALL
- Allen suwaru Lab vol.7『ホウム 。』（2021年7月21日〜25日）劇場：新宿シアターブラッツ
- 舞台『野田河家の人々-ホウム。2-』（2021年9月7日〜12日）劇場：新宿シアターブラッツ
- いい人間の教科書。2021（2021年12月22日-26日）劇場：新宿FACE
- 土の壁（2022年３月9日-3月13日）劇場：すみだパークシアター倉
- 映画「遠いところ」共同脚本

## 出演
映画「僕の帰る場所」出演